# 2000+
2000+ är svensk serietidning utgiven på Epix från 1991 till 1992. 2000+ var en efterföljare till förlagets tidigare titlar Tung Metall och – i viss mån – Casablanca och blandade science fiction-, fantasy- och äventyrsserier för en vuxnare publik. Tidningen innehöll en stor del material från brittiska 2000 AD.
1993 försvann tidningen, i likhet med i princip alla andra av förlagets tidningstitlar.

## Innehåll
Tidningen innehöll bland annat serier av serieskapare som Silvio Cadelo, Alejandro Jodorowsky, Hermann Huppen (Jeremiah), Grzegorz Rosiński (Thorgal), Vicente Segrelles (Mercenario) och Pat Mills (Sláine).

## Utgivning[3]
- 1991 – 10 nummer (1–10)
- 1992 – 9 nummer (i åtta tryckta tidningar, på grund av det avslutande dubbelnumret 8–9/92)

## Källhänvisningar
1. 1 2  ”Publikationer”. Rogers Seriemagasin. https://rogersmagasin.com/serietidningar-och-seriepublikationer/. Läst 11 maj 2020.
2. ↑  ”Tung Metall / 2000+”. seriersant.se. https://seriersant.se/tung-metall-2000. Läst 11 maj 2020.
3. 1 2  "2000+". Seriesam.com. Läst 11 maj 2020.